# Batrachedra isochtha
Batrachedra isochtha là một loài bướm đêm thuộc họ Batrachedridae. Loài này có ở Nam Phi.
Ấu trùng ăn các loài Phoenix.